# FIT365
FIT365（フィットサンロクゴ）は、株式会社オカモトホールディングスの子会社・株式会社ヤマウチが全国展開するフィットネスクラブ（スポーツクラブ）である。フランチャイズ方式を主体として運営している。

## 概要
2015年、日本国内に1号店が開店。同じオカモトグループが経営するスポーツクラブ「ジョイフィット」の低価格業態のジムとして位置付けられている。ヨーロッパやアメリカ合衆国と比較して低いとされる日本のフィットネス参加率を上げる為に低価格で通えるフィットネスブランドとして立ち上げた。第1号店開業後、これまでのジョイフィット運営のノウハウを活かし店舗を拡大。2020年は新型コロナウイルスの感染拡大の影響にも直面したが、withコロナ、afterコロナ時代における新しい店舗設計の元に店舗を更に拡大し、同じ2020年には2025年3月期までに店舗を300店に拡大する方針でいることが明かされた。

## 沿革
- 2015年（平成27年） - 「FIT365」1号店が開店。
- 2020年（令和2年）7月 - 会員向けのアプリ「FIT365 app」をリリース[10]。

## 特徴
FIT365は欧米などでは2000年代半ば以降増加したタイプの低価格でマシンを利用できるバジェット型の会員制フィットネスジムである。地域によって月会費の金額は多少だが異なる。独自のサービスとしては、入会した会員を含め家族で最大4人まで1人分の月額で通うことができる「家族会員サービス」がある。低価格の実現のためシャワー設備や温浴施設、ロッカーなどの付帯設備を設置しない店舗が多く、会員カード発行から各種手続きをほぼ全て行える自動入会受付端末を入口に設置することでデジタル化し、低価格での利用を実現している。店舗により内容は異なるが、別料金で利用できるオプションがあり、主なものとしてはタンニングマシン、水素水サーバー、プロテインサーバー、レディースエリアの利用、全国のFIT365の相互利用などがある。
店舗により内容は台数は異なるが、一般的なスポーツクラブにも見られるトレーニングマシンや有酸素マシーン、フリーウェイト、ダンベルなどを取り備えている。365日年中無休で営業しており、深夜帯などはスタッフが不在だが24時間営業を行っている店舗が多い。
FIT365のブランドキャラクターとしてピンク色のクマ「ももクマ」が存在する。